# Oxyrhopus guibei
Oxyrhopus guibei es una especie de serpiente de la familia Colubridae, la llamada serpiente calico, una falsa coral.
Esta serpiente tiene hábitos terrestres y colmillos posteriores.
Su dieta se compone de lagartos y roedores a los que mata por constricción, en forma similar a otras representantes de la tribu.
Las aves de rapiña son los depredadores más comunes de esta serpiente.
Se encuentra comúnmente en la mayor parte de Brasil, desde el norte del Estado de Río de Janeiro al área del Río Amazonas, islas Marajó y hacia el oeste en el Estado de Mato Grosso; también en las zonas cercanas de Bolivia, Paraguay y Argentina.
A pesar de ser considerada una especie inofensiva O. guibei es una de las principales causa de envenenamiento humano en el estado de São Paulo, y el conocimiento sobre su modo de vida permanece pobremente conocido.